# Nervmossor
Nervmossor (Campylopus) är ett släkte av bladmossor. Nervmossor ingår i familjen Dicranaceae.

## Bildgalleri

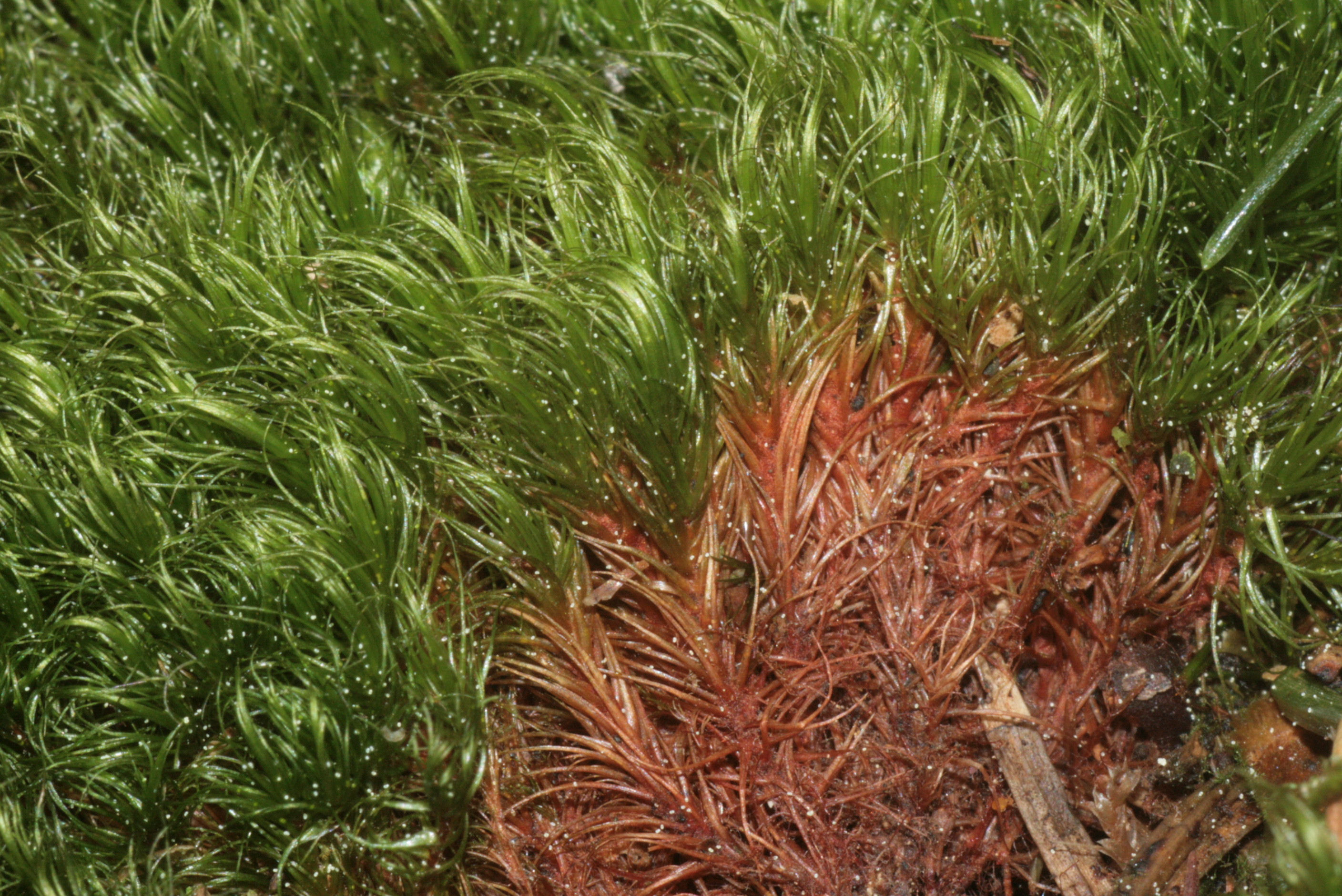
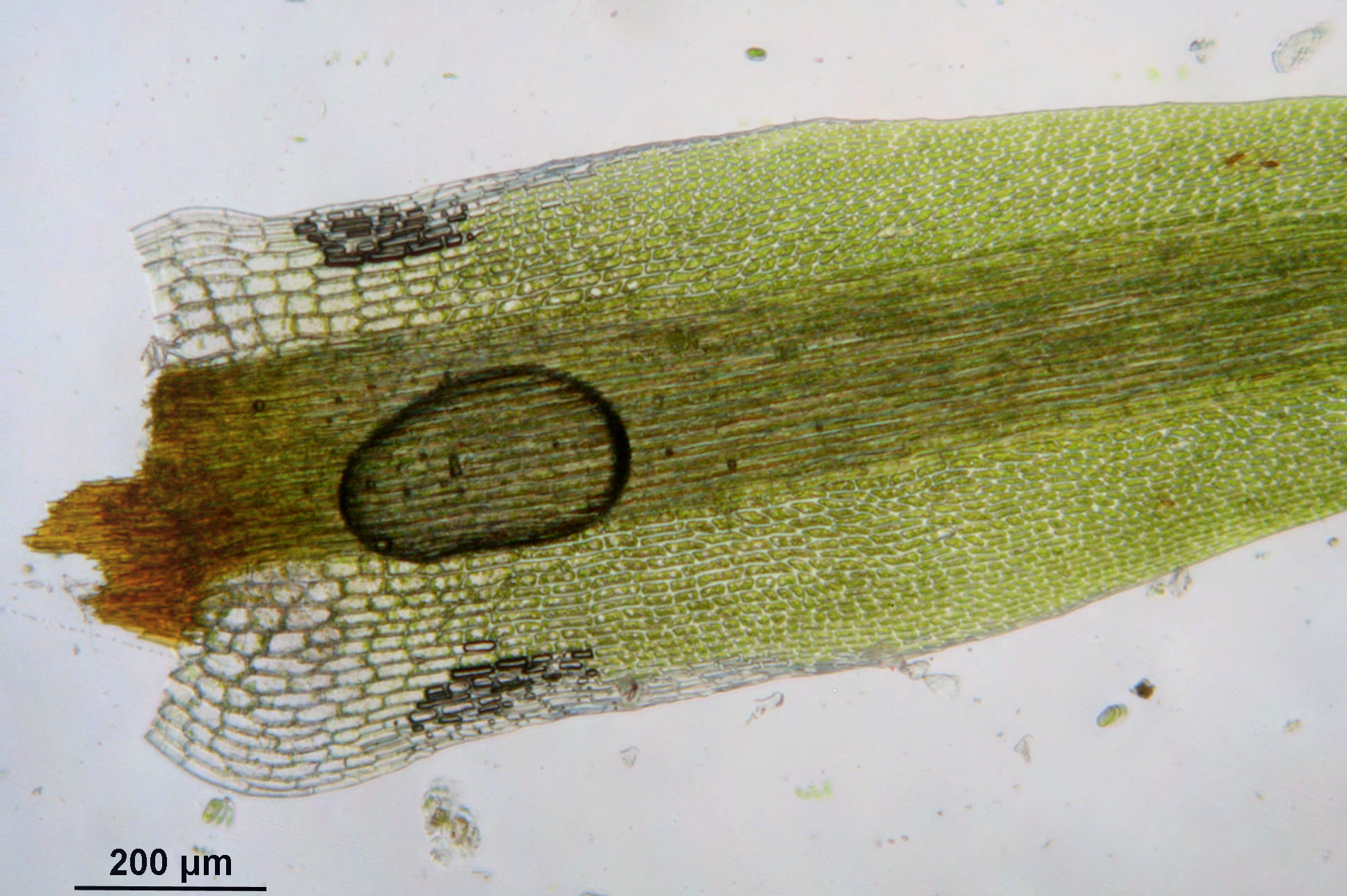
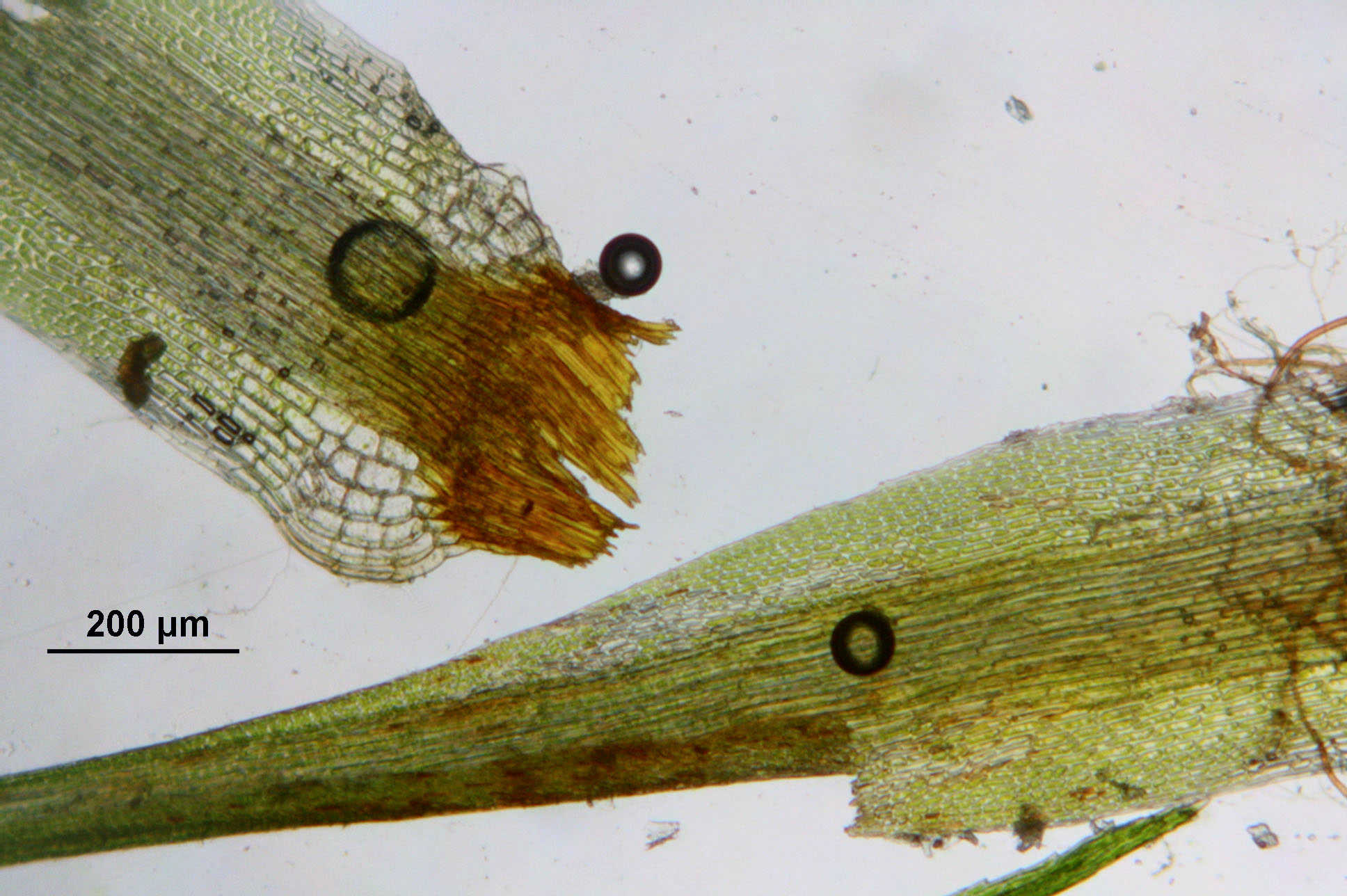
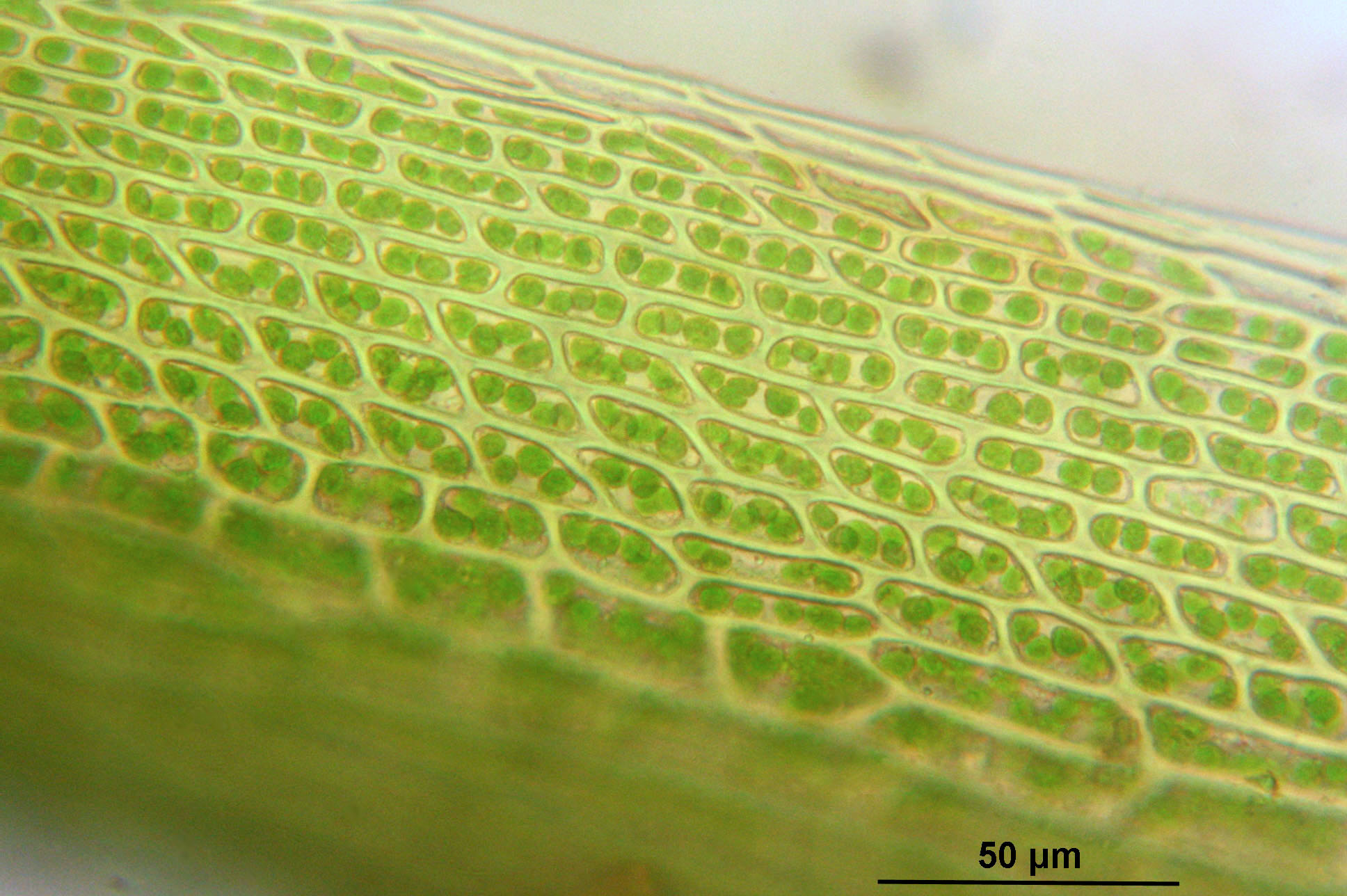
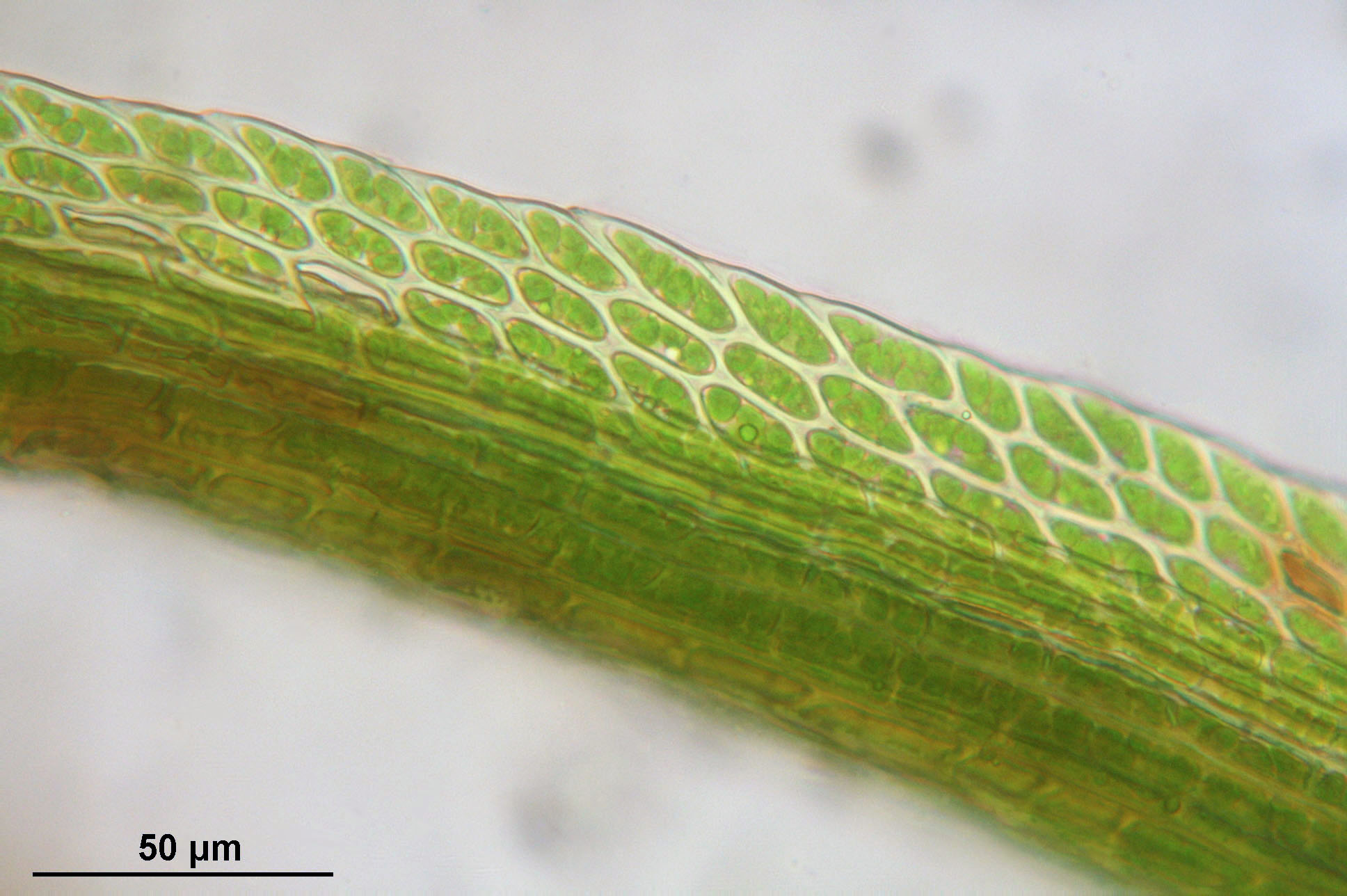
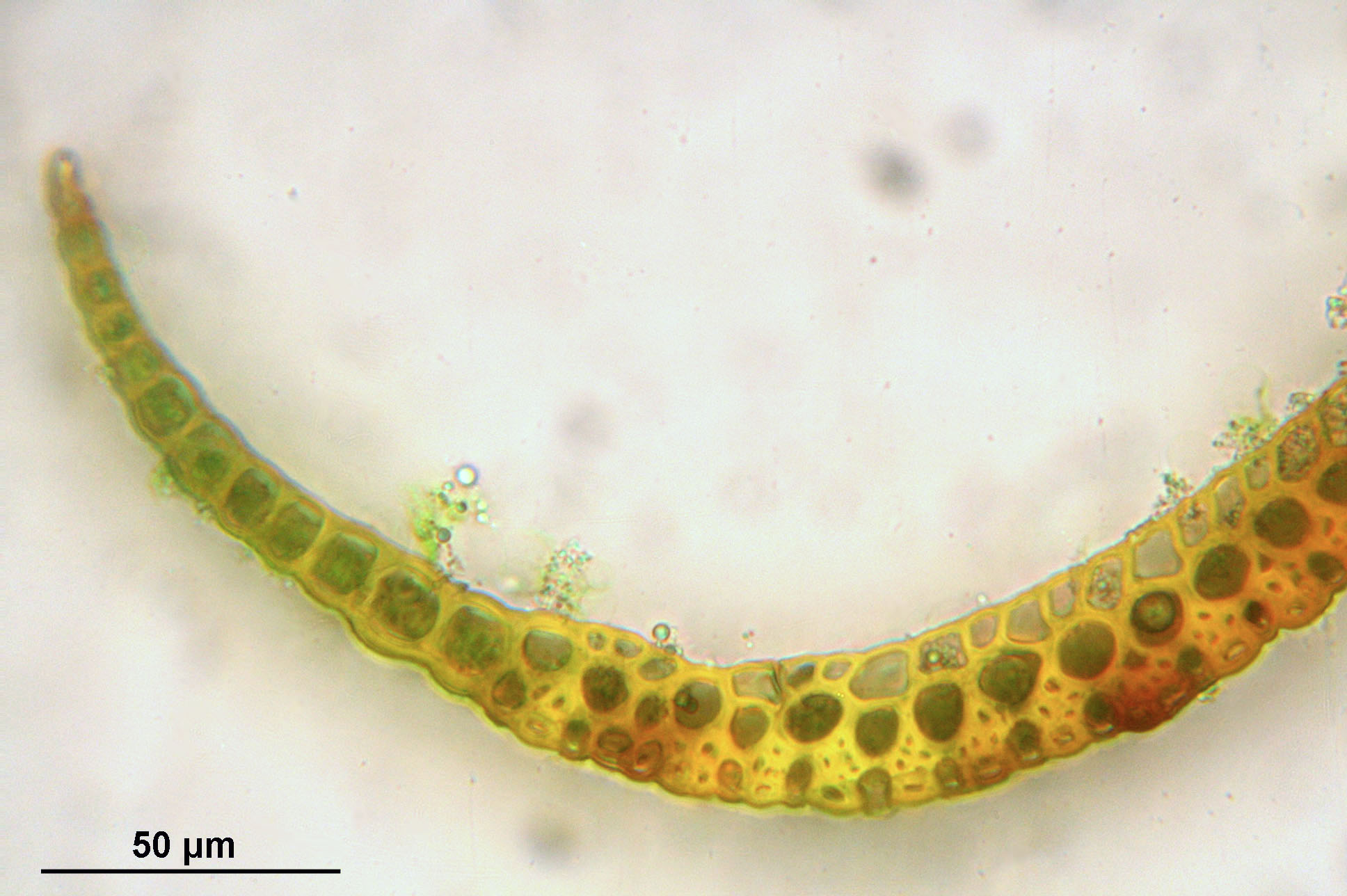

## Dottertaxa till Nervmossor, i alfabetisk ordning[1]
- Campylopus acuminatus
- Campylopus aemulans
- Campylopus albescens
- Campylopus albidovirens
- Campylopus alienus
- Campylopus ambiguus
- Campylopus amboroensis
- Campylopus anderssonii
- Campylopus andreanus
- Campylopus angustiretis
- Campylopus arctocarpus
- Campylopus arcuatus
- Campylopus areodictyon
- Campylopus argyrocaulon
- Campylopus asperifolius
- Campylopus atlanticus
- Campylopus atrovirens
- Campylopus aureonitens
- Campylopus australis
- Campylopus austro-alpinus
- Campylopus austrostramineus
- Campylopus austrosubulatus
- Campylopus beauverdianus
- Campylopus belangeri
- Campylopus bicolor
- Campylopus boswellii
- Campylopus brassii
- Campylopus brevipilus
- Campylopus brunneus
- Campylopus bryotropii
- Campylopus cambouei
- Campylopus capillaceus
- Campylopus capitulatus
- Campylopus carolinae
- Campylopus catarractilis
- Campylopus catharinensis
- Campylopus cavifolius
- Campylopus chevalieri
- Campylopus chilensis
- Campylopus chlorophyllosus
- Campylopus circinatus
- Campylopus clavatus
- Campylopus cleefii
- Campylopus clemensiae
- Campylopus cockaynii
- Campylopus comatus
- Campylopus comosus
- Campylopus concolor
- Campylopus crateris
- Campylopus crispatulus
- Campylopus crispatus
- Campylopus crispifolius
- Campylopus cruegeri
- Campylopus cryptopodioides
- Campylopus cubensis
- Campylopus cucullatifolius
- Campylopus cuspidatus
- Campylopus cygneus
- Campylopus decaryi
- Campylopus densicoma
- Campylopus densifolius
- Campylopus denticuspis
- Campylopus dichrostris
- Campylopus dicranoides
- Campylopus dietrichiae
- Campylopus diversinervis
- Campylopus edithae
- Campylopus ericoides
- Campylopus exasperatus
- Campylopus exfimbriatus
- Campylopus extinctus
- Campylopus filifolius
- Campylopus flaccidus
- Campylopus flagellifer
- Campylopus flexuosus
- Campylopus flindersii
- Campylopus fragilis
- Campylopus fuscocroceus
- Campylopus fuscolutescens
- Campylopus gardneri
- Campylopus gastro-alaris
- Campylopus gemmatus
- Campylopus gemmiparus
- Campylopus geniculatus
- Campylopus geraensis
- Campylopus goughii
- Campylopus gracilis
- Campylopus grimmioides
- Campylopus griseus
- Campylopus guaitecae
- Campylopus hawaiicoflexuosus
- Campylopus hawaiicus
- Campylopus hensii
- Campylopus heterostachys
- Campylopus hildebrandtii
- Campylopus homalobolax
- Campylopus huallagensis
- Campylopus humilis
- Campylopus incertus
- Campylopus incrassatus
- Campylopus incurvatus
- Campylopus introflexus
- Campylopus itacolumitis
- Campylopus jamesonii
- Campylopus johannis-meyeri
- Campylopus jugorum
- Campylopus julaceus
- Campylopus julicaulis
- Campylopus kivuensis
- Campylopus lamellinervis
- Campylopus laxitextus
- Campylopus laxoventralis
- Campylopus longicellularis
- Campylopus luetzelburgii
- Campylopus luteus
- Campylopus macgregorii
- Campylopus madagassus
- Campylopus matarensis
- Campylopus megalotus
- Campylopus milleri
- Campylopus modestus
- Campylopus multicapsularis
- Campylopus nanophyllus
- Campylopus nepalensis
- Campylopus nietneri
- Campylopus nigro-flavus
- Campylopus nivalis
- Campylopus oblongus
- Campylopus obrutus
- Campylopus obtextus
- Campylopus occultus
- Campylopus oerstedianus
- Campylopus papuensis
- Campylopus pauper
- Campylopus perangustifolius
- Campylopus percurvatus
- Campylopus perexilis
- Campylopus perfalcatus
- Campylopus perichaetialis
- Campylopus perporosus
- Campylopus perpusillus
- Campylopus pilifer
- Campylopus pinfaensis
- Campylopus pittieri
- Campylopus praemorsus
- Campylopus praetermissus
- Campylopus pseudobicolor
- Campylopus purpureocaulis
- Campylopus pyriformis
- Campylopus rabenii
- Campylopus recurvus
- Campylopus reflexisetus
- Campylopus reflexus
- Campylopus refractus
- Campylopus richardii
- Campylopus rigens
- Campylopus robillardei
- Campylopus savannarum
- Campylopus schimperi
- Campylopus schmidii
- Campylopus scopelliformis
- Campylopus scoposum
- Campylopus searellii
- Campylopus sehnemii
- Campylopus sericeoides
- Campylopus serratus
- Campylopus setifolius
- Campylopus sharpii
- Campylopus shawii
- Campylopus sinensis
- Campylopus skottsbergii
- Campylopus smaragdinus
- Campylopus sphagnicola
- Campylopus spiralis
- Campylopus squalidus
- Campylopus stewartii
- Campylopus strictisetus
- Campylopus subannotinus
- Campylopus subarctocarpus
- Campylopus subcomatus
- Campylopus subcubitus
- Campylopus subcuspidatus
- Campylopus subfalcatus
- Campylopus subfragilis
- Campylopus subjugorum
- Campylopus subluteus
- Campylopus subnitens
- Campylopus subperichaetialis
- Campylopus subporodictyon
- Campylopus subtrachyblepharus
- Campylopus subulatus
- Campylopus subvirescens
- Campylopus surinamensis
- Campylopus tablasensis
- Campylopus taiwanensis
- Campylopus tallulensis
- Campylopus terebrifolius
- Campylopus thwaitesii
- Campylopus torrentis
- Campylopus trachyblepharon
- Campylopus trichophylloides
- Campylopus trivialis
- Campylopus trollii
- Campylopus tubulosus
- Campylopus uleanus
- Campylopus umbellatus
- Campylopus valerioi
- Campylopus validinervis
- Campylopus wawraeanus
- Campylopus vesticaulis
- Campylopus wheeleri
- Campylopus widgrenii
- Campylopus zygodonticarpus